# Волков Олександр Павлович
Олександр Павлович Волков (1810—1886) — таємний радник, полтавський губернатор із дворянського роду Волкових.

## Життєпис
Син вологодського поміщика Павла Волкова та Авдотьї, до шлюбу Мерескової. У нього було 5 сестер і два брати, один з яких, Микола, служив у чині генерал-лейтенанта олонецьким губернатором. Сестра Марія вийшла заміж за інженера-генерала П. Вітовтова.
Його дід, Платон Волков, 1792—1799 рр. був вологодським губернським предводителем дворянства. Олександр Волков успадкував від предків у Вологодській губернії два маєтки, у яких налічувалося близько 500 душ.
Закінчив Імператорський Царськосельський ліцей зі срібною медаллю у 1832 році. Надійшов понад штат на службу до Державної канцелярії; 15 січня 1835 року був наданий у звання камер-юнкера.
Переведений в Департамент Морського міністерства чиновником 7 класу для іноземного листування та перекладів — 2 березня 1838 року; виготовлений в колезькі асесори 23 березня 1838 року; у надвірні радники — 22 березня 1839 року; у колезькі радники — 16 квітня 1841 року.
13 січня 1842 року був призначений начальником IV відділення канцелярії Морського міністерства з визначенням у ведення його секретної частини канцелярії; визначено членом загальної присутності будівельного комітету міністерства 26 серпня 1842 року; наданий до статських радників 22 травня 1844 року. З 1846 О. Волков — у званні камергера.
1 вересня 1853 року дійсний статський радник (з 1854 року) Олександр Волков був призначений полтавським губернатором. Це був перший самостійний губернатор, оскільки 17 лютого 1856 року посаду генерал-губернатора було скасовано. Відповідно до прохання звільнено з цієї посади із призначенням членом ради міністра внутрішніх справ та провадженням у таємні радники 1 січня 1866 року.

## Родина
Одружився 24 січня 1836 р. з Вірою Олексіївною, дочкою дворянина (комерційного радника) Олексія Кусова. У шлюбі народилися два сини:
- Олександр (1837—1894) — віце-губернатор Санкт-Петербурга; був одружений з Софією Енгельгардт (1839-після 1891);
- Павло (нар. 26 вересня 1840).